# ویرجیل دوچو
ویرجیل دوچو (انگلیسی: Virgil Dociu؛ زادهٔ ۳ دسامبر ۱۹۵۳) وزنه‌بردار اهل رومانی است.